# Луис, Эдди (английский футболист)
Э́двард Лу́ис (англ. Edward Lewis; 3 января 1935, Манчестер — 2 мая 2011, Йоханнесбург), более известный как Э́дди Лу́ис (англ. Eddie Lewis) — английский футболист и футбольный тренер.

## Карьера игрока
Уроженец Манчестера, Эдди Луис стал игроком молодёжной команды «Манчестер Юнайтед» в возрасте 12 лет. Он был одним из знаменитых «малышей Басби». В 1952 году дебютировал в основном составе «Манчестер Юнайтед» в матче Первого дивизиона против «Вест Бромвич Альбион» 29 ноября, отличившись забитым мячом. Всего в сезоне 1952/53 провёл за «Юнайтед» 14 матчей и забил 9 голов. В том же сезоне выиграл Молодёжный кубок Англии. Редко попадал в основной состав из-за серьёзной конкуренции со стороны таких игроков как Бобби Чарльтон, Лиам Уилан, Томми Тейлор и Деннис Вайоллет, и в декабре 1955 года покинул клуб.
В декабре 1955 года перешёл в «Престон Норт Энд» за 10 000 фунтов. Провёл за команду 13 матчей и забил 2 мяча.
В ноябре 1956 года перешёл из «Престона» в лондонский клуб «Вест Хэм Юнайтед», а в обратном направлении отправился Фрэнк О’Фаррелл. В сезоне 1957/58 помог команде выиграть Второй дивизион Футбольной лиги. Всего провёл за «молотобойцев» 36 матчей и забил 15 голов.
В июне 1958 года стал игроком другого лондонского клуба «Лейтон Ориент». В составе «Ориента» Луис «переквалифицировался» из = центрального нападающего в левого защитника. В сезоне 1961/62 помог свой команде занять второе место во Втором дивизионе и выйти в Первый дивизион. Выступал за команду до 1964 года, сыграв в общей сложности 164 матча и забив 9 мячей.
В мае 1964 года перешёл в клуб Южной лиги «Фолкстон Таун», где и завершил карьеру игрока два года спустя.

## Тренерская карьера
После завершения карьеры игрока в 1966 году был главным тренером в английских клубах нижних дивизионов «Клэптон» и «Форд Спортс».
В 1970 году эмигрировал в  Южно-Африканскую Республику, где работал на различных тренерских должностях. Был главным тренером клубов «Кайзер Чифс», «Компьютер Старс», «Джайент Блэкпул», «Морока Свэллоуз», «Д’Албертон Кэллиз», «Мэннинг Рейнджерс» и «Амазулу». В 2007 году 72-летний Луис был назначен техническим консультантом клуба «Морока Свэллоуз».
Также работал аналитиком на южноафриканском телеканале SuperSport.
Умер от рака в мае 2011 года в больнице Йоханнесбурга в возрасте 76 лет.

## Статистика выступлений
| Клуб              | Сезон            | Лига | Лига | Кубок | Кубок | Итого | Итого |
| Клуб              | Сезон            | Игры | Голы | Игры  | Голы  | Игры  | Голы  |
| ----------------- | ---------------- | ---- | ---- | ----- | ----- | ----- | ----- |
| Манчестер Юнайтед | 1952/53          | 10   | 7    | 4     | 2     | 14    | 9     |
| Манчестер Юнайтед | 1953/54          | 6    | 1    | 0     | 0     | 6     | 1     |
| Манчестер Юнайтед | 1954/55          | 0    | 0    | 0     | 0     | 0     | 0     |
| Манчестер Юнайтед | 1955/56          | 4    | 1    | 0     | 0     | 4     | 1     |
| Манчестер Юнайтед | Итого            | 20   | 9    | 4     | 2     | 24    | 11    |
| Престон Норт Энд  | 1955/56          | 11   | 2    | 1     | 0     | 12    | 2     |
| Престон Норт Энд  | 1956/57          | 1    | 0    | 0     | 0     | 1     | 0     |
| Престон Норт Энд  | Итого            | 12   | 2    | 1     | 0     | 13    | 2     |
| Вест Хэм Юнайтед  | 1956/57          | 24   | 9    | 2     | 1     | 26    | 10    |
| Вест Хэм Юнайтед  | 1957/58          | 7    | 3    | 3     | 2     | 10    | 5     |
| Вест Хэм Юнайтед  | Итого            | 31   | 12   | 5     | 3     | 36    | 15    |
| Лейтон Ориент     | 1958/59          | 14   | 2    | 1     | 2     | 15    | 4     |
| Лейтон Ориент     | 1959/60          | 13   | 0    | 0     | 0     | 13    | 0     |
| Лейтон Ориент     | 1960/61          | 17   | 2    | 3     | 2     | 20    | 4     |
| Лейтон Ориент     | 1961/62          | 41   | 1    | 7     | 0     | 48    | 1     |
| Лейтон Ориент     | 1962/63          | 28   | 0    | 6     | 0     | 34    | 0     |
| Лейтон Ориент     | 1963/64          | 30   | 0    | 4     | 0     | 34    | 0     |
| Лейтон Ориент     | Итого            | 143  | 5    | 21    | 4     | 164   | 9     |
| Всего за карьеру  | Всего за карьеру | 206  | 28   | 31    | 9     | 237   | 37    |